# Rejon berestyński
Rejon berestyński (do 26 września 2024 roku krasnohradzki) (ukr. Берестинський район, do 26 września 2024 roku Красноградський район) – rejon na Ukrainie, w obwodzie charkowskim, z siedzibą w Berestynie. Jego powierzchnia wynosi 4334,2 km², zaś liczba ludności wynosi 104 tys. osób.
26 września 2024 roku w ramach derusyfikacji zmieniono nazwę miasta Krasnohrad na Berestyn oraz rejonu z krasnohradzki na berestyński.
Na terenie rejonu znajduje się 6 hromad:
- 1 miejska:
  - Berestyn(inne języki)
- 2 sełyszczne(inne języki):
  - Zaczepyliwka(inne języki)
  - Kehycziwka(inne języki)
- 3 wiejskie:
  - Sachnowszczyna(inne języki)
  - Natalyne(inne języki)
  - Starowiriwka(inne języki)

Rejon został utworzony 19 lipca 2020 roku decyzją Rady Najwyższej z 17 lipca 2020 roku o przeprowadzeniu reformy administracyjno-terytorialnej Ukrainy. W jego skład weszły dotychczasowe rejony:
- rejon krasnohradzki
- rejon kehycziwski
- rejon zaczepyliwski
- rejon sachnowszczyński
- rejon nowowodołazki (południowa część)